# Joanna Quinn
Joanna Quinn (Birmingham, Inglaterra, 1962) es una directora de cine de animación británica. Ganó con sus trabajos más de 90 premios internacionales.

## Carrera
Estudió la licenciatura en Diseño Gráfico en la Universidad de Middlesex. La primera película de Quinn Girls Night Out (1987), ganó tres premios en el Festival de Annecy. Esta película presenta a su protagonista, Beryl, una atípica ama de casa que va a ver a un espectáculo de estriptis masculino.
En 1987 Quinn fundó Beryl Productions International Ltd junto al productor / escritor Les Mills. Además de sus propias producciones, Beryl Productions International Ltd produjo comerciales para el Reino Unido, EE. UU., México y Canadá. 
Las películas de Quinn tienen un estilo distintivo, en el que se destacan los dibujos caricaturescos realizados a mano sobre papel.
Quinn ha sido honrada con retrospectivas de su obra en todo el mundo, incluyendo Roma, Río de Janeiro, Nueva York, Stuttgart, Zagreb, Hiroshima, Toronto, Montreal, Gothenburg, Bradford, Córdoba, Tampere, Ottawa, Londres, Valencia, Taiwán y Moscú.
Su cortometraje The Wife of Bath (1998) fue nominado al Premio de la Academia.

## Filmografía
- Dreams and Desires: Family Ties - (2006)
- The Canterbury Tales (1998)
- Whatever It Takes (1998)
- Famous Fred (1996)
- Britannia (1993)
- Elles (1992)
- Body Beautiful (1991)
- Girls Night Out (1988)[2]

## Premios y distinciones
Premios Óscar
| Año  | Categoría                  | Película    | Resultado |
| ---- | -------------------------- | ----------- | --------- |
| 1998 | Mejor cortometraje animado | Famous Fred | Nominado  |